# Alberto Carlos da Saxónia
Alberto Carlos da Saxônia (em alemão: Albert Karl Anton Ludwig Wilhelm Viktor; Dresden, 25 de fevereiro de 1875 – Schönwölkau, 16 de setembro de 1900), foi um Príncipe da Saxônia da Casa de Wettin, o filho mais novo do rei Jorge I da Saxônia, e da sua esposa, a infanta Maria Ana de Portugal.

## Morte
Alberto morreu a 16 de setembro de 1900, num acidente. Um faetonte conduzido pelo príncipe Miguel Maria Maximiliano de Bragança bateu contra a carruagem de Alberto tão violentamente que esta acabou por virar e cair numa valeta. Alberto morreu dos ferimentos que sofreu algumas horas depois. Correram rumores de que Miguel teria provocado o acidente propositadamente, mas tal nunca foi provado. Como nunca foi possível determinar se este acontecimento foi um acidente ou intencional, Miguel nunca foi chamado a julgamento. Contudo, teve de renunciar à sua posição no exército e deixar o país.

## Genealogia
| Alberto Carlos da Saxónia | Pai: Jorge da Saxónia                           | Avô paterno: João da Saxónia           | Bisavô paterno: Maximiliano, príncipe-herdeiro da Saxónia |
| Alberto Carlos da Saxónia | Pai: Jorge da Saxónia                           | Avô paterno: João da Saxónia           | Bisavó paterna: Carolina de Parma                         |
| Alberto Carlos da Saxónia | Pai: Jorge da Saxónia                           | Avó paterna: Amélia Augusta da Baviera | Bisavô paterno: Maximiliano I José da Baviera             |
| Alberto Carlos da Saxónia | Pai: Jorge da Saxónia                           | Avó paterna: Amélia Augusta da Baviera | Bisavó paterna: Carolina de Baden                         |
| Alberto Carlos da Saxónia | Mãe: Maria Ana de Bragança, Princesa da Saxónia | Avô materno: Fernando II de Portugal   | Bisavô materno: Fernando de Saxe-Coburgo-Gota             |
| Alberto Carlos da Saxónia | Mãe: Maria Ana de Bragança, Princesa da Saxónia | Avô materno: Fernando II de Portugal   | Bisavó materna: Maria Antônia de Koháry                   |
| Alberto Carlos da Saxónia | Mãe: Maria Ana de Bragança, Princesa da Saxónia | Avó materna: Maria II de Portugal      | Bisavô materno: Pedro IV de Portugal                      |
| Alberto Carlos da Saxónia | Mãe: Maria Ana de Bragança, Princesa da Saxónia | Avó materna: Maria II de Portugal      | Bisavó materna: Maria Leopoldina de Áustria               |